# Anisogomphus resortus
Anisogomphus resortus är en trollsländeart som beskrevs av Yang och Davies 1996. Anisogomphus resortus ingår i släktet Anisogomphus och familjen flodtrollsländor. Inga underarter finns listade i Catalogue of Life.